# Eleição presidencial em Barbados em 2021
Eleições presidenciais indiretas foram realizadas em Barbados em 20 de outubro de 2021 para escolher o primeiro presidente de Barbados. Atual governadora-geral de Barbados, Sandra Mason foi eleita presidente e substituirá a Rainha Elizabeth II como chefe de estado de Barbados quando ela tomar posse em 30 de novembro.

## Sistema eleitoral
O presidente é eleito indiretamente pelo Parlamento de Barbados.
O primeiro-ministro e o líder da oposição nomearam conjuntamente um candidato de consenso, 90 dias antes do mandato do candidato expirar, que é então eleito em uma passagem sem votação, a menos que qualquer deputado apresente sua objeção. Se uma objeção for apresentada, a sessão conjunta será suspensa e as duas Casas do Parlamento, o Senado e a Câmara dos Deputados, se reúnem separadamente e cada votação sobre a aceitação ou rejeição do indicado. Uma maioria de dois terços dos votos válidos em cada casa separadamente é então necessária para eleger um candidato em todas as rodadas de votação.
Se nenhum candidato de consenso for indicado até o 60º dia antes do fim do mandato, a eleição será aberta a outros candidatos. Para obter acesso às urnas em uma eleição tão aberta, um candidato deve ser indicado pelo primeiro-ministro, pelo líder da oposição ou pelo menos dez membros da Câmara dos Deputados. A exigência de uma maioria de dois terços dos votos válidos em cada casa separadamente também se aplica em uma eleição aberta; isso significa que, se apenas um candidato foi nomeado, o sistema de votação é o mesmo de quando um candidato de consenso foi contestado.

## Resultados

### Senado
| Partido      | Partido      | Candidato    | Votos | Votos (%) |
| ------------ | ------------ | ------------ | ----- | --------- |
|              | Independente | Sandra Mason | 18    | 94,74%    |
| Totais       | Totais       | Totais       | 18    |           |
| Votos Nulos  | Votos Nulos  | Votos Nulos  | 1     | 5,26%     |
| Participação | Participação | Participação | 19    | 90,48%    |

### Câmara dos Deputados
| Partido      | Partido      | Candidato    | Votos | Votos (%) |
| ------------ | ------------ | ------------ | ----- | --------- |
|              | Independente | Sandra Mason | 27    | 100%      |
| Totais       | Totais       | Totais       | 27    |           |
| Votos Nulos  | Votos Nulos  | Votos Nulos  | 0     | 0%        |
| Participação | Participação | Participação | 27    | 90,00%    |